# Товт Олександр Михайлович
Олекса́ндр Миха́йлович То́вт — солдат Збройних сил України, учасник російсько-української війни.
Після демобілізації станом на січень 2016-го проживає в селі Цибулеве Знам'янського району.

## Нагороди
За особисту мужність, сумлінне та бездоганне служіння Українському народові, зразкове виконання військового обов'язку відзначений — нагороджений
- 10 жовтня 2015 року — орденом «За мужність» III ступеня.